# Bojan Bogdanović
Bojan Bogdanović  (Mostar, Yugoslavia, 18 de abril de 1989) es un exbaloncestista croata que disputó 20 temporadas como profesional, 10 de ellas en la NBA. Con 2,01 metros de altura, jugaba en la posición de alero.

## Trayectoria

### Europa
Nacido en Mostar, Bosnia y Herzegovina, comenzó su carrera de baloncesto en 2004 con el club de su ciudad natal, el Zrinjski Mostar, donde jugó durante una temporada. En 2005, firmó un contrato de cinco años con el Real Madrid, pero fue cedido nuevamente al Zrinjski Mostar para la temporada 2005-06. En 2006-07 y 2007-08, jugó para el equipo juvenil del Real Madrid, el Real Madrid B, en la cuarta división de España, la Liga EBA. Tras debutar en la ACB con el equipo madrileño, el 4 de noviembre de 2007 frente al CB Granada, en 2008 fue cedido al CB Murcia. El 26 de enero de 2009 el CB Murcia rescindió su contrato. En enero de 2009, se reincorporó al equipo juvenil del Real Madrid. Después de la temporada 2008-09, se separó del Real Madrid. 
Cibona Zagreb (2009-2011)
En agosto de 2009, firmó un contrato de cuatro años con Cibona Zagreb de la Liga Croata.. En julio de 2010, firmó una extensión de contrato de tres años con Cibona. Bogdanovic cita esta relación como parte de la razón por la que decidió representar a Croacia a nivel internacional. 
Después de la temporada 2010-11, dejó el Cibona. 
Fenerbahçe Ulker (2011-2014)
El 19 de junio de 2011, firmó un contrato de varios años con el  Fenerbahçe Ülker de la Liga Turca. El 23 de junio de 2011, fue seleccionado con la 31.ª selección general del draft de la NBA de 2011 por los Miami Heat. Más tarde fue traspasado a los Minnesota Timberwolves y luego nuevamente a los New Jersey Nets en la noche del draft. 
En septiembre de 2012, el Fenerbahçe confirmó que regresaría para la temporada 2012-13. En julio de 2013, tras un fracaso en las negociaciones con los Brooklyn Nets sobre una posible rescisión del contrato, anunció su decisión de regresar al Fenerbahçe para la temporada 2013-14.

### NBA
En julio de 2014 dio el salto a la NBA al fichar por Brooklyn Nets por 10,1 millones de euros y firmar un contrato de tres años de duración.
El 22 de febrero de 2017, fue traspasado a los Washington Wizards junto con Chris McCullough, a cambio de Andrew Nicholson, Marcus Thornton y una primera ronda protegida del draft de 2017.
El 10 de julio de 2017, firma con los Indiana Pacers.
Utah Jazz (2019-2022)

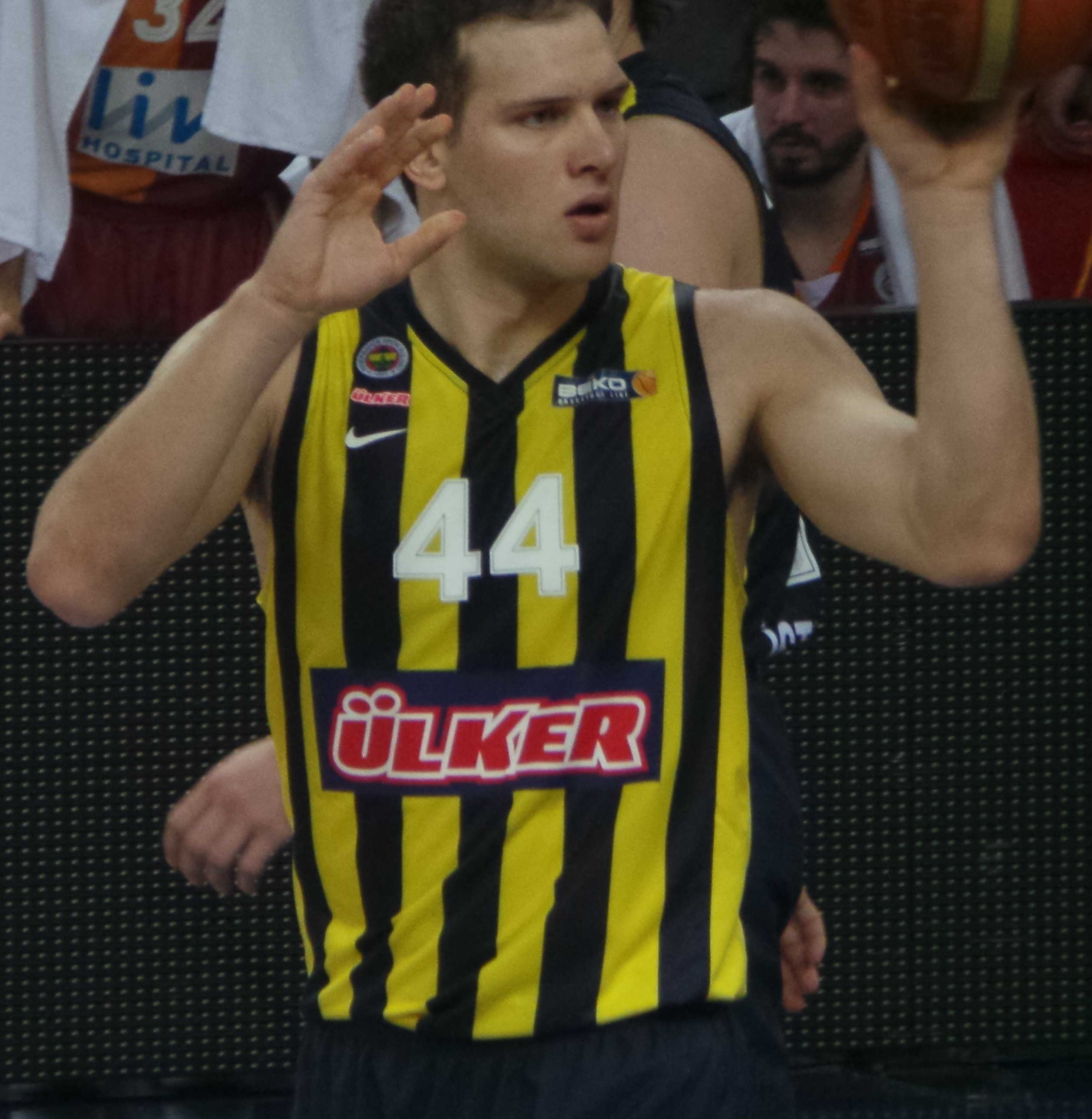
Bojan Bogdanović con el Fenerbahçe Spor Kulübü en 2013

El 7 de julio de 2019, firmó un contrato de cuatro años por $73 millones con Utah Jazz, convirtiéndolo en el atleta croata mejor pagado de todos los tiempos.  Anotó dos tiros ganadores sobre la bocina en su primera temporada con Utah: el 8 de noviembre de 2019, contra Milwaukee Bucks y el 9 de febrero de 2020, en Houston Rockets. El 19 de mayo, los Jazz anunciaron que se había sometido a una cirugía exitosa para reparar un ligamento roto en la muñeca derecha y se esperaba que estuviera fuera de juego por el resto de la temporada 2019-20.
El 1 de mayo de 2021, anotó 34 puntos, un récord de la temporada, con 12 de 22 tiros de campo y 6 de 11 desde la línea de tres puntos, además de cuatro rebotes y cuatro asistencias en 39 minutos en una victoria por 106-102 contra los Toronto Raptors. El 7 de mayo, anotó 48 puntos, un récord personal, con 16 de 23 tiros de campo y 8 de 11 desde el arco en una victoria por 127-120 sobre los Denver Nuggets. El 23 de mayo, durante la primera ronda de los playoffs, registró 29 puntos, 5 asistencias y 2 robos en la derrota por 109-112 en el Juego 1 ante los Memphis Grizzlies. Los Jazz terminaron ganando la serie en cinco juegos. El 16 de junio, durante la segunda ronda de los playoffs, anotó 32 puntos, junto con nueve triples, en la derrota por 111-119 en el Juego 5 ante Los Angeles Clippers. Los Jazz perdieron la serie en seis juegos.
El 5 de enero de 2022, registró 36 puntos, el máximo de la temporada, junto con 13 rebotes y cuatro asistencias, en una victoria por 115-109 sobre los Denver Nuggets. El 16 de abril, durante la primera ronda de los playoffs, registró 26 puntos y cuatro asistencias en la victoria por 99-93 en el primer encuentro sobre los Dallas Mavericks. Dos días después, anotó 25 puntos en la derrota por 104-110 en el segundo encuentro de la serie.
En su tercer año con los Jazz, el 6 de marzo de 2022 ante Oklahoma City Thunder, anotó 35 puntos incluyendo 11 triples, siendo récord de la franquicia, y además se convirtió en el primer jugador en la historia de la NBA en encestar 11 triples y ninguna canasta de dos puntos.
Detroit Pistons (2022-2024)
El 26 de septiembre de 2022, fue traspasado a los Detroit Pistons a cambio de Kelly Olynyk, Saben Lee y consideraciones mínimas en efectivo. Hizo su debut con los Pistons el 19 de octubre, registrando 24 puntos y cinco rebotes en una victoria por 113-109 sobre los Orlando Magic. El 31 de octubre, firmó una extensión de contrato por dos años y $ 39,1 millones con los Pistons. El 11 de diciembre de 2022, anotó 35 puntos, el máximo de la temporada, en una derrota por 124-117 ante Los Ángeles Lakers. 
El 3 de enero de 2024, anotó 36 puntos, el máximo de la temporada, y acumuló 7 rebotes en su regreso a Utah, una derrota en tiempo extra por 154-148. 
Knicks de Nueva York (2024)
El 8 de febrero de 2024, es traspasado junto a Alec Burks a New York Knicks a cambio de Quentin Grimes, Malachi Flynn, Evan Fournier y Ryan Arcidiacono y dos selecciones de segunda ronda.
El 30 de abril de 2024, se anunció que se perdería el resto de los Playoffs de la NBA 2023-24 después de someterse a cirugías de final de temporada en su pie izquierdo y muñeca izquierda. 
Regreso a Brooklyn (2024-2025)
El 6 de julio de 2024, fue traspasado a los Brooklyn Nets junto con Mamadi Diakite, Shake Milton, quien fue firmado e intercambiado, cuatro selecciones de primera ronda sin protección, un intercambio de selecciones sin protección y una selección de segunda ronda a cambio de Mikal Bridges, Keita Bates-Diop y una selección de segunda ronda.  En febrero de 2025 es cortado por los Nets, tras someterse a una cirugía en el pie que pone fin a su temporada. El 29 de junio anunció su retirada de las pistas.

### Selección nacional

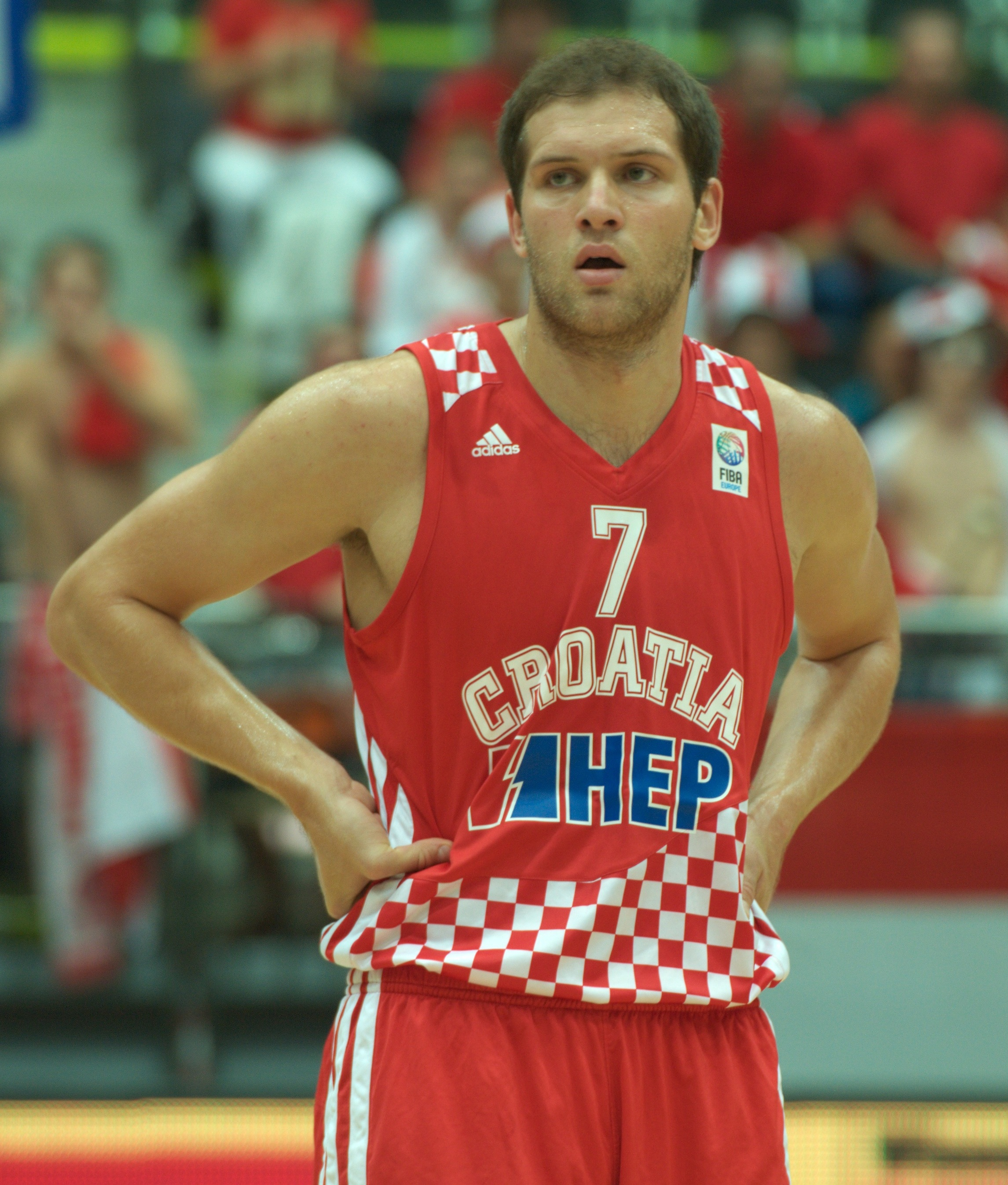
Bojan Bogdanović con la selección croata en 2012.

Ha sido internacional con la selección de Croacia en categorías inferiores. En categoría Sub-16 participó en el EuroBasket Sub-16 de 2005 disputado en León (España), donde promedió 21,9 puntos y 4,3 rebotes por partido. Luego participó en el EuroBasket Sub-18 disputado en Amaliada (Grecia).
En 2010, se unió a la selección absoluta de Croacia para el Mundial de 2010. 
En julio de 2012, el entrenador en jefe de la selección croata, Jasmin Repeša, le expulsó del equipo por motivos disciplinarios.
Regresó a la selección para disputar el EuroBasket 2013 y la Copa Mundial de 2014. Participó también en el Eurobasket 2015, donde fueron eliminados por República Checa en octavos de final. En seis partidos disputados del torneo, promedió 10,8 puntos, 3,4 rebotes y 1,2 asistencias con un 31,5% de tiros de campo.
Bogdanović también representó a Croacia en los Juegos Olímpicos de 2016 en Río de Janeiro donde fue el máximo anotador del torneo con 25,3 puntos por partido, promediando un 50,6% en tiros de campo y un 45% desde la línea de 3 puntos.
En septiembre de 2017 participó en el Eurobasket 2017 disputado en su fase final, en Turquía.
En septiembre de 2022 disputó con el combinado absoluto croata el EuroBasket 2022, finalizando en decimoprimera posición. Tras el torneo, se retiró de la selección croata.

## Estadísticas de su carrera en la NBA

### Temporada regular
| Año     | Equipo     | PJ  | PT  | MPP  | %TC  | %3P  | %TL  | RPP | APP | ROB | TPP | PPP  |
| ------- | ---------- | --- | --- | ---- | ---- | ---- | ---- | --- | --- | --- | --- | ---- |
| 2014-15 | Brooklyn   | 78  | 28  | 23.8 | .453 | .355 | .821 | 2.7 | .9  | .4  | .1  | 9.0  |
| 2015-16 | Brooklyn   | 79  | 39  | 26.8 | .433 | .382 | .833 | 3.2 | 1.3 | .4  | .1  | 11.2 |
| 2016-17 | Brooklyn   | 55  | 54  | 26.9 | .440 | .355 | .874 | 3.6 | 1.6 | .4  | .1  | 14.2 |
| 2016-17 | Washington | 26  | 0   | 23.1 | .457 | .391 | .934 | 3.1 | .8  | .4  | .2  | 12.7 |
| 2017-18 | Indiana    | 80  | 80  | 30.8 | .474 | .402 | .868 | 3.4 | 1.5 | .7  | .1  | 14.3 |
| 2018-19 | Indiana    | 81  | 81  | 31.8 | .497 | .425 | .807 | 4.1 | 2.0 | .9  | .0  | 18.0 |
| 2019-20 | Utah       | 63  | 63  | 33.1 | .447 | .414 | .903 | 4.1 | 2.1 | .5  | .1  | 20.2 |
| 2020-21 | Utah       | 72  | 72  | 30.8 | .439 | .390 | .879 | 3.9 | 1.9 | .6  | .1  | 17.0 |
| 2021-22 | Utah       | 69  | 69  | 30.9 | .455 | .387 | .858 | 4.3 | 1.7 | .5  | .0  | 18.1 |
| 2022-23 | Detroit    | 59  | 59  | 32.1 | .488 | .411 | .884 | 3.8 | 2.6 | .6  | .1  | 21.6 |
| 2023-24 | Detroit    | 28  | 27  | 32.9 | .468 | .415 | .779 | 3.4 | 2.5 | .8  | .1  | 20.2 |
| 2023-24 | New York   | 29  | 0   | 19.2 | .430 | .370 | .800 | 2.0 | .9  | .2  | .0  | 10.4 |
| Total   | Total      | 719 | 572 | 29.1 | .460 | .394 | .859 | 3.6 | 1.7 | .6  | .1  | 15.6 |

### Playoffs
| Año   | Equipo     | PJ | PT | MPP  | %TC  | %3P  | %TL  | RPP | APP | ROB | TPP | PPP  |
| ----- | ---------- | -- | -- | ---- | ---- | ---- | ---- | --- | --- | --- | --- | ---- |
| 2015  | Brooklyn   | 6  | 5  | 34.3 | .390 | .333 | .714 | 3.8 | 1.7 | .7  | .3  | 10.3 |
| 2017  | Washington | 13 | 0  | 20.3 | .414 | .356 | .844 | 4.3 | .7  | .5  | .1  | 8.8  |
| 2018  | Indiana    | 7  | 7  | 34.0 | .395 | .378 | .600 | 3.4 | 1.9 | .9  | .0  | 12.4 |
| 2019  | Indiana    | 4  | 4  | 37.0 | .397 | .318 | .882 | 5.8 | 2.8 | 2.0 | .0  | 18.0 |
| 2021  | Utah       | 11 | 11 | 35.5 | .467 | .461 | .878 | 4.3 | 1.5 | .9  | .0  | 18.1 |
| 2022  | Utah       | 6  | 6  | 35.7 | .481 | .333 | .792 | 4.2 | 1.7 | .3  | .0  | 18.0 |
| 2024  | New York   | 4  | 0  | 12.7 | .292 | .400 | .571 | 3.0 | 1.0 | .0  | .3  | 6.0  |
| Total | Total      | 51 | 33 | 29.6 | .425 | .383 | .812 | 4.1 | 1.4 | .7  | .1  | 13.1 |